# Клостерлехфельд
Клостерлехфельд (нем. Klosterlechfeld) — община в Германии, в Республике Бавария.
Община расположена в правительственном округе Швабия в районе Аугсбург и непосредственно подчиняется управлению административного сообщества Лехфельд.
По данным на 31 декабря 2015 года:
- территория — 236,12 га;
- население — 2867 чел.;
- плотность населения — 1214,21 чел./км²;
- землеобеспеченность с учётом внутренних вод — 823,58 м²/чел.

## Население
По оценке на 31 декабря 2015 года население общины Клостерлехфельд составляет 2867 чел. 

| Дата      | 1840 | 1871 | 1900 | 1925 | 1939 | 1950 | 1961 | 1970 | 1987 | 2011 |
| --------- | ---- | ---- | ---- | ---- | ---- | ---- | ---- | ---- | ---- | ---- |
| Население | 158  | 161  | 267  | 390  | 554  | 1114 | 1311 | 1599 | 1838 | 2688 |

| Год       | 1960 | 1970 | 1980 | 1990 | 2000 | 2009 | 2010 | 2011 | 2012 | 2013 | 2014 | 2015 |
| --------- | ---- | ---- | ---- | ---- | ---- | ---- | ---- | ---- | ---- | ---- | ---- | ---- |
| Население | 1296 | 1625 | 1649 | 1939 | 2450 | 2642 | 2654 | 2714 | 2755 | 2780 | 2818 | 2867 |

## История
Деревня Клостерлехфельд возникла в 17 веке вокруг паломнической церкви «Мариахильф» (Пресвятая Богоматерь) и францисканского монастыря.
- Интерьер церкви Пресвятой Богородицы
- Потолок церкви Пресвятой Богородицы
- Голгофа Монастырская Лехфельд